# エクスペリアン
エクスペリアン（Experian）は、90カ国以上でデータや分析ツールを提供しているグローバルなサービス企業である。エクスペリアングループ各社は、企業の信用リスク管理、不正防止、マーケティングのターゲット絞り込みや意思決定の自動化などのサービスを提供。また、日本国外では、企業だけでなく個人に対しても信用情報管理やID盗難防止などを支援し、ヨーロッパ最大級の個人情報、企業情報を扱うクレジットビューロー(信用調査機関)・信用調査会社として知られている。
Experian plcはロンドン証券取引所に上場し、FTSE100種総合株価指数の銘柄にも選ばれている。2012年3月期の年間売上高は45億ドル。アイルランドのダブリンに本社を置き、イギリスのノッティンガム、米国カリフォルニア州コスタ・メサとブラジルのサンパウロに事業本部を構え、44カ国で従業員は17,200人。

## 歴史
エクスペリアン(Experian)は、1980年にサービスを提供する企業（当時社名：CCN）として設立された。その後、継続的な事業拡大と戦略的な合併を経て、1996年よりExperianとして、消費者および企業の信用およびマーケティングに関わる事業を展開している。
- 1988年 -  Experian Australiaを設立し、アジアパシフィック市場に参入
- 2000年 - 香港オフィスを開設
- 2002年
  - 消費者セグメンテーションツール Mosaic の提供を開始
  - 途上与信戦略管理システム Probe SM(Strategy Management)を出荷開始
- 2003年
  - 第三世代製品 Strategy Management Generation3 (SMG3)をリリース
  - 初期与信戦略管理システム New Business SM(Strategy Management)をリリース
- 2004年
  - エクスペリアンジャパン(Experian Japan K.K.)を設立
  - 電子メールマーケティング企業 CheetahMailを買収
  - データクレンジング企業 QAS がExperianグループ企業に参加
- 2005年
  - Experian Chinaを設立
  - Experian Mosaic Chinaをリリース
  - 虚偽申請に対応した不正防止ソリューションHunterをリリース
- 2006年
  - ニュージーランドにオフィスを開設
  - 顧客トラフィック集計分析テクノロジー FootFallを買収
- 2007年
  - 地域デリバリーセンターをオープン
  - インターネット上のマーケットインテリジェンスを専門とするHitwise、ならびに債権回収ソリューションを提供するTallymanを買収
- 2008年 - グローバル金融サービス産業ベンダーとして、FinTech 100ランキングの上位15位に
- 2009年 - エクスペリアンジャパン、海外企業調査サービスを開始
- 2010年
  - エイケア・システムズ株式会社と業務資本提携
  - エクスペリアンジャパン、中国、米国、英国、シンガポールを対象とした海外企業調査レポートのオンラインサービスを開始
- 2012年
  - 株式会社アルトビジョンと業務資本提携
  - エイケア・システムズ、アルトビジョンと統合し、新生「エクスペリアンジャパン株式会社」誕生
- 2013年
  - 2月19日よりウィリアムズF1チームのスポンサードを開始。

## エクスペリアンジャパン
エクスペリアンジャパン株式会社は、組織や消費者に情報、分析サービスおよびマーケティング サービスを提供することで、日々の業務や財務の決定を行う際のリスクおよび利益の管理を支援。メールマーケティングを中心としたマーケティング支援、与信戦略構築・ソフトウェア実装、海外企業情報の提供など。
2009年6月より海外企業情報の提供を開始。
2010年1月にはエイケア・システムズ株式会社と、2012年4月には株式会社アルトビジョンと業務資本提携を行った。
さらに2012年11月にエイケア・システムズ、Experian Japan K.K.、アルトビジョンの3社が統合し、「エクスペリアンジャパン株式会社」が誕生。メールコミュニケーション支援、顧客ターゲティング戦略、キャンペーンの支援、効果測定など、戦略の策定を行う。